# Primetime-Emmy-Verleihung 1954
Die 6. Emmy-Verleihung fand am 11. Februar 1954 im Hollywood Palladium in Los Angeles, Kalifornien, USA statt. Die Zeremonie wurde von Ed Sullivan moderiert.

## Nominierungen und Gewinner

### Programmpreise
| Kategorie                                                                                       | Preisträger | Programm                                                   | Nominierungen |
| ----------------------------------------------------------------------------------------------- | ----------- | ---------------------------------------------------------- | --- |
| Best Dramatic Show (Beste Dramasendung)                                                         |             | The United States Steel Hour, ABC                          | Goodyear Television Playhouse, NBC Kraft Television Theatre, NBC The Philco Television Playhouse, NBC Robert Montgomery Presents, NBC Studio One, CBS |
| Best Mystery, Action or Adventure Program (Beste Mystery-, Action- oder Abenteuerserie)         |             | Polizeibericht, NBC                                        | Foreign Intrigue, NBC I Led Three Lives, Syndication Suspense, CBS The Web, CBS                                                                       |
| Best Variety Program (Beste Unterhaltungssendung)                                               |             | Omnibus, CBS                                               | The Colgate Comedy Hour, NBC The Jackie Gleason Show, CBS Toast of the Town, CBS Your Show of Shows, NBC                                              |
| Best Audience Participation, Quiz or Panel Program (Beste Mitmach-, Quiz- oder Bildratesendung) |             | This Is Your Life, NBC What’s My Line?, CBS                | I’ve Got a Secret, CBS Two for the Money, CBS You Bet Your Life, CBS                                                                                  |
| Best Situation Comedy (Beste Sitcom)                                                            |             | I Love Lucy, CBS                                           | The Burns and Allen Show, CBS Mister Peepers, NBC Our Miss Brooks, CBS Topper, CBS                                                                    |
| Best Program of News or Sports (Beste Nachrichten- oder Sportsendung)                           |             | See It Now, CBS                                            | Camel News Caravan, NBC Gillette Cavalcade of Sports, NBC NCAA Football Games, NBC Pabst Blue Ribbon Bouts, CBS Professional Football, DuMont         |
| Best Public Affairs Program (Beste Informationssendung)                                         |             | Victory at Sea, NBC                                        | Adventure, CBS Life is Worth Living, Syndication Meet the Press, NBC Person to Person, CBS                                                            |
| Best Children’s Program (Beste Kindersendung)                                                   |             | Kukla, Fran, and Ollie, NBC                                | Big Top, CBS Ding Dong School, NBC Super Circus, NBC Zoo Parade, NBC                                                                                  |
| Best New Program (Bestes Neuprogramm)                                                           |             | Make Room for Daddy, ABC The United States Steel Hour, ABC | Adventure, CBS Ding Dong School, NBC Letter to Loretta, NBC Person to Person, CBS                                                                     |

### Darstellerpreise
| Kategorie                                                            | Preisträger     | Programm                     | Nominierungen |
| -------------------------------------------------------------------- | --------------- | ---------------------------- | --- |
| Best Male Star of a Regular Series (Bester Serienhauptdarsteller)    | Donald O’Connor | The Colgate Comedy Hour, NBC | Sid Caesar für Your Show of Shows, NBC Wally Cox für Mr. Peepers, NBC Jackie Gleason für The Jackie Gleason Show, CBS Jack Webb für Polizeibericht, NBC                          |
| Best Female Star of a Regular Series (Beste Serienhauptdarstellerin) | Eve Arden       | Our Miss Brooks, CBS         | Lucille Ball für I Love Lucy, CBS Imogene Coca für Your Show of Shows, NBC Dinah Shore für The Dinah Shore Show, NBC Loretta Young für Letter to Loretta, NBC                    |
| Best Series Supporting Actor (Bester Seriennebendarsteller)          | Art Carney      | The Jackie Gleason Show, CBS | Ben Alexander für Polizeibericht, NBC William Frawley für I Love Lucy, CBS Tony Randall für Mister Peepers, NBC Carl Reiner für Your Show of Shows, NBC                          |
| Best Series Supporting Actress (Beste Seriennebendarstellerin)       | Vivian Vance    | I Love Lucy, CBS             | Bea Benaderet für The Burns and Allen Show, CBS Ruth Gilbert für The Milton Berle Show, NBC Marion Lorne für Mister Peepers, NBC Audrey Meadows für The Jackie Gleason Show, CBS |

### Moderatorenpreise
| Kategorie                                                         | Preisträger           | Programm | Nominierungen                                                                    |
| ----------------------------------------------------------------- | --------------------- | -------- | -------------------------------------------------------------------------------- |
| Most Outstanding Personality (Außergewöhnliche TV-Persönlichkeit) | Edward R. Murrow, CBS |          | Arthur Godfrey, CBS Martha Raye, NBC Fulton J. Sheen, Syndication Jack Webb, NBC |